# Viktorivka, Henicesk
Viktorivka (în ucraineană Вікторівка) este un sat în comuna Rivne din raionul Henicesk, regiunea Herson, Ucraina.

## Demografie
Componența lingvistică a localității Viktorivka
     Ucraineană (89,87%)
     Rusă (8,44%)
     Alte limbi (1,68%)
Conform recensământului din 2001, majoritatea populației localității Viktorivka era vorbitoare de ucraineană (89,87%), existând în minoritate și vorbitori de rusă (8,44%).